# Leo Eitinger
Leo Eitinger (12. prosince 1912 Lomnice u Tišnova – 15. října 1996 Oslo) byl psychiatr, jeden ze zakladatelů studia viktimologie a psychického traumatu. Narodil se na Moravě, po nástupu nacismu uprchl do Norska. V letech 1943–1945 prošel koncentračními tábory Osvětim a Buchenwald. Byl jedním z 23 norských Židů, kteří přežili holokaust. Po válce zůstal v Norsku, kde prováděl dlouhodobé psychiatrické výzkumy přeživších holocaustu.

## Život

### Mládí
Eitinger se narodil 12. prosince 1912 v Lomnici na Tišnovsku, v židovské rodině, jako nejmladší ze šesti dětí. Po válce se rodina přestěhovala do Pohořelic. Po střední škole studoval bohemistiku a germanistiku na filozofické fakultě Masarykovy univerzity a poté medicínu na téže univerzitě. Studium na Masarykově univerzitě dokončil v roce 1937. Poté vstoupil do armády jako důstojník Československého letectva.

### Druhá světová válka
Kvůli narůstajícímu napětí ve střední Evropě Eitinger emigroval s tzv. Nansenovým pasem do Norska. Po svém příjezdu vyjednal, že 37 židovských dětí mohlo uprchnout z Československa a pobývat v Židovském sirotčinci v Oslo. V dubnu 1940 norská vláda Eitingerovi umožnila pracovat ve veřejném zdravotnictví. Stal se rezidentem na psychiatrii v Bodø. Za několik dní však začala německá invaze do Norska a Německo následně pět let zemi okupovalo.
V prosinci 1940 Eitingerovi nacistické úřady kvůli židovskému původu odňaly licenci, takže se musel živit jako dělník na pile. Od ledna 1941 se skrýval v ilegalitě. V březnu 1942 byl prozrazen a uvězněn. Prošel několika věznicemi a tábory v Norsku, v únoru 1943 byl na lodi MS Gotenland deportován do koncentračního tábora v Osvětimi. Zde mu bylo vytetováno číslo 105268. V Osvětimi Eitinger sloužil v táborovém špitále, jedním z jeho pacientů byl mladík jménem Elie Wiesel. Z náhodného opětovného setkání o několik let později vzniklo vřelé celoživotní přátelství. Ke konci války byl přesunut do koncentračního tábora Buchenwald.

### Poválečný život
Z 762 Židů deportovaných z Norska do německých koncentračních táborů přežilo pouhých třiadvacet. Leo Eitinger byl jedním z nich.
Po válce se Eitinger vrátil do Norska a zaměřil se na psychiatrii. Byl přitom zapáleným vědcem a plodným autorem. Roku 1955 sepsal práci o stresu na vojně, za kterou byl oceněn Královskou zlatou medailí. V následujícím roce byl jmenován docentem. Jeho doktorská práce z roku 1958 pojednává o psychiatrických analýzách uprchlíků v Norsku. Roku 1966 byl jmenován profesorem psychiatrie a vedoucím Psychiatrické kliniky na Univerzitě v Oslo. V této pozici pracoval až do roku 1983, kdy odešel do důchodu.
Leo Eitinger nadále bádal i publikoval i jako emeritní profesor, a to téměř až do své smrti. V posledních letech života byl stále více zaujat studiem zvládání stresu. Jeho publikace přesahovaly medicínskou sféru a on sám se zapojoval do veřejné debaty o nejrůznějších tématech včetně rasismu a údělu menšin.

## Vědecký přínos
Leo Eitinger je považován za jednoho ze zakladatelů viktimologie, oboru, jenž zkoumá důsledky agrese na oběť. Zatímco jiní vědci v té době studovali především psychologii útočníka, Eitingerova bádání se zaměřila na dopady viktimizace.
Eitingerovým největším úspěchem byly jeho detailní studie „Norští a izraelští přeživší z koncentračních táborů“ (1964) a „Mortalita a morbidita v důsledku nadměrného stresu“ (1973). Eitinger se svými spolupracovníky zjistil, že syndrom koncentračního tábora, poprvé popsaný dánskými vědci po druhé světové válce, je spojen s tvrdostí a délkou zážitků z koncentračního tábora, a nesouvisí s osobností pacienta před onemocněním.
Navzdory své vlastní vyčerpávající zkušenosti si Leo Eitinger dokázal od zkoumaného materiálu udržet objektivní odstup. Tento přísně vědecký přístup přispěl k věrohodnosti jeho závěrů v době, kdy se pokládalo za dané, že k rozvoji chronické psychické choroby musí být přítomny osobnostní předpoklady ještě před nástupem onemocnění. Důkaz účinků nadměrného stresu představoval významný průlom v pochopení úmrtnosti po katastrofách a výrazně přispěl k definici syndromů posttraumatického stresu, jako je posttraumatická stresová porucha a trvalá změna osobnosti po přežití katastrofy. Díky těmto diagnózám byly válečným obětem uznány choroby vyvolané válkou a značně se tím usnadnily procedury pro získání válečných invalidních penzí.
Jeho práci se dostalo uznání v podobě mnoha cen a poct. Například roku 1996 Eitingerovu práci „Přeživší z koncentračních táborů“ uvedla Mezinárodní společnost pro studium traumatického stresu mezi nejvýznamnějšími díly o traumatu. Za svou neúnavnou práci pro válečné veterány získal Leo Eitinger roku 1995 Cenu Světové federace veteránů.
Eitingerova význačnost jakožto plnohodnotného norského občana byla stvrzena, když byl jmenován komturem Norského královského Řádu svatého Olafa. Řád mu udělil norský král za velký přínos v oblasti medicíny.
Jako vědec, pedagog, autor i vedoucí instituce hrál Leo Eitinger velkou roli při výchově nových generací psychiatrů a jeho dílo je důležitým stavebním kamenem evropské tradice psychiatrických výzkumů.

## Vybrané odborné práce Lea Eitingera
- Eitinger, Leo; Krell, Robert; Rieck, Miriam. (1985) The psychological and medical effects of concentration camps and related * persecutions on survivors of the Holocaust: A research bibliography Vancouver: University of British Columbia Press.
- Eitinger, Leo. (1984) The antisemitism in our time: A threat against us all Oslo, Norway: The Nansen Committee.
- Eitinger, Leo; Schwarz, David. (1981) Strangers in the world Bern: H. Huber.
- Eitinger, Leo. (1980) Psychological & medical effects of concentration camps: Research bibliography Haifa: Ray D. Wolfe Centre for Study of Psychological Stress, University of Haifa.
- Eitinger, Leo; Strøm, Axel Christian Smith. (1973) Mortality and morbidity after excessive stress: A follow-up investigation of Norwegian concentration camp survivors Oslo and New York: Universitetsforlaget.
- Eitinger, L.. (1972) Concentration camp survivors in Norway and Israel The Hague: Martinus Nijhoff.

## Cena Lisl a Lea Eitingerových
Leo a Lisl Eitingerovi zasvětili život prosazování lidských práv a boji proti bezpráví a rasismu. Oba sehráli významnou roli v norském hnutí za lidská práva. Díky jejich úsilí se Norsko stalo první zemí na světě, v níž byla založena katedra psychiatrie katastrof. Cena Univerzity v Oslo za lidská práva je udělována osobám, jež přispěly k řešení problému lidských práv nebo odvedly výjimečnou klinickou či výzkumnou práci v oblasti související s vědeckým oborem donátorů.